# Миленко Јевтовић
Миленко Јевтовић (Бурлате у Ибарском Колашину, 1935 — Крагујевац, 14. децембар 2014) био је српски приповедач, историчар књижевности и новинар.

## Биографија
Одрастао је у Бурлатама испод планине Рогозне, а детињство, после Другог светског рата, провео у Мраморку, код Ковина.
Основну школу завршио је у родном месту, гимназију у Косовској Митровици, студије југословенске књижевности у Београду, магистрирао на журналистици у Београду и докторирао на Филолошком факултету у Приштини.
У Приштини је од 1961. године, најпре као новинар у Радио Приштини, потом уредник. Био је главни и одговорни уредник листа Јединство и Издавачке делатности Јединства, а потом директор Института за језик и културу Срба, Хрвата и Муслимана на Косову од његовог формирања.
У једном мандату био је и председник Друштва књижевника Косова, пре но што су ову асоцијацију напустили писци српске и муслиманске националности. До 1999. године живео у Приштини, данас у насељу Корићани, у Крагујевцу.
У књижевности се јавио рано као песник, објавивши велики број песама у листовима и часописима, а потом је објавио три књиге приповедака које се баве животом човека Ибарског Колашина. Приповетке су му превођене на стране језике, а књиге објављене на албанском и турском језику у Приштини.

## Награде
- Награда „Јединства“ за књигу године, 1976.

## Дела

### Књиге приповедака
- Узмаглице, Приштина, 1972,
- Неко друго лето, Приштина, 1976,
- Зимски отац, Приштина – Београд, 1987,

### Монографија
- Књижевно дело Григорија Божовића, Приштина, 1996.

### Преведене књиге
- Неко друго лето, превод на албански, Рилиндја, 1978,
- Зимски отац (Kişlik baba), превод на турски, Тан, Приштина, 1983.